# Brassicaceae
Famille
Classification APG III (2009)
L'importante famille des Brassicaceae (brassicacées), anciennement crucifères, regroupe des plantes dicotylédones. En classification classique, elle comprend 3 200 espèces réparties en 350 genres dont 78 en France. Ce sont essentiellement des plantes herbacées surtout présentes dans l'hémisphère nord à l'état sauvage ou cultivé, principalement pour la production d'huile (à usage alimentaire et industriel), pour l'alimentation humaine et animale, ou comme plantes d'ornement.
Les plantes appartenant à la famille des Brassicaceae (choux, navet, colza, moutarde, raifort, cresson...) contiennent des glucosinolates qui, sous l’action d’une enzyme endogène (la myrosinase), sont transformés en isothiocyanates, composés soufrés qui ont une saveur plus ou moins âcre et donnent leur goût particulier à leurs préparations culinaires.
La famille des brassicacées comprend des espèces de la flore sauvage spontanée et des espèces cultivées (dont certaines génétiquement modifiées) qui peuvent coexister et échanger des gènes.

## Étymologie
Pline l'Ancien donne le nom générique de brassica à plusieurs plantes ressemblant à des choux. Le nom scientifique latin Brassica serait dérivé d'un mot celte, bresic, qui désignait le « chou ».

## Statut des Capparacées et Cléomacées
En classification phylogénétique APG II (2003), la famille des brassicacées comprend les Capparacées (comme la sous-famille des Capparoïdées). Le Angiosperm Phylogeny Website [25 août 2006] avait réhabilité les Capparacées, en les séparant des Cléomacées. Les Cléomacées comprennent 300 espèces en 10 genres (dont le genre Cleome, plantes à fleurs décoratives).
Le statut des Capparacées et des Cléomacées est encore discuté.

## Principaux genres
- Voir la liste des genres de Brassicacées

### Principaux genres ou espèces cultivés

#### Légumes
- Armoracia : genre du Raifort,
- Barbarea : le cresson de terre (Barbarea verna),
- Brassica : les choux, la moutarde, les navets, le chou-rave, le colza, le rutabaga, le pe-tsaï (chou chinois),
- Crambe : le crambe maritime, ou chou marin,
- Diplotaxis, la fausse roquette : la roquette blanche (Diplotaxis erucoides) et la roquette jaune (Diplotaxis tenuifolia)[3].
- Eruca :  la roquette (Eruca vesicaria),
- Eutrema : dont Eutrema Japonica, le  wasabi, ou raifort japonais,
- Lepidium : le cresson alénois (Lepidium sativum)[3]
- Nasturtium : le cresson de fontaine (Nasturium officinalis)[3]
- Raphanus : les radis noir, rose, rose à bout blanc, rouge, daïkon (Raphanus Sativus).

#### Plantes oléagineuses
- Brassica napus : le colza,
- Brassica rapa : la navette,
- Camelina sativa : la cameline.
- Sinapis alba : la moutarde blanche

La sinapine, appelée aussi sinapoylcholine ou 3,5-dimethoxy-4-hydroxycinnamoyl-choline, est l’alcaloïde le plus présent au sein des graines oléagineuses de cette famille des Brassicacées.

#### Plantes fourragères
- Brassica oleracea : les choux fourragers,
- Brassica napus : le colza fourrager, le rutabaga
- Brassica rapa subsp. rapa : le navet fourrager, la navette,
- Raphanus sativus : le radis fourrager.
- Sinapis alba : la moutarde blanche[3]

#### Plantes ornementales
- Aubrieta, les aubriettes,
- Alyssum, les alysses,
- Erysimum cheiri, la giroflée des murailles,
- Hesperis matronalis, la julienne des dames,
- Iberis, les ibéris ou ibérides
- Lunaria annua, la lunaire annuelle ou monnaie-du-pape,
- Matthiola longipetala, la giroflée odorante,
- Parrya.

#### Modèle biologique
- Arabidopsis thaliana  : l'arabette des Dames

### Quelques genres sauvages
- Alliaria, l'alliaire,

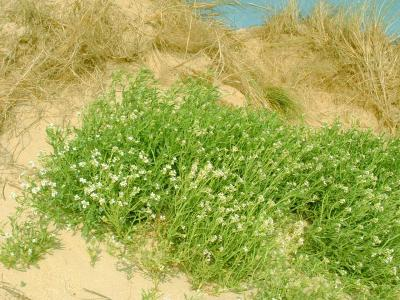
Roquette de mer (Cakile).

- Cakile, roquette de mer et crambe, chou marin, deux plantes des rivages marins,
- Capsella, notamment les capselles bourse à pasteur,
- Cardamine, l'herbe de la Saint-Georges (cardamine des prés),
- Cochlearia, la cochléaire officinale,
- Pringlea, le chou de Kerguelen,
- Rorippa, Rorippa columbiae.
- Sinapis (arvensis), Sanve, ou Moutarde des champs
- Sisymbrium

## Utilisations

Structure de la molécule de glucosinolate. Le groupe R (Radical aglycone) est variable.

Plus de 120 glucosinolates différents ont été isolés et identifiés dans l’ordre botanique des Brassicales, principalement chez les Brassicacées. Ces composés sont des substances de réserve en azote et en soufre pour la plante, notamment pour la synthèse d’acides aminés en cas de nutrition carencée. Présents dans la vacuole de la cellule végétale, ils sont catalysés, sous l’action d’une enzyme endogène (la myrosinase présente dans le cytoplasme) lors de la dégradation de la plante. Ils sont alors transformés en glucose, sulfate, thiocyanates et isothiocyanates qui ont une saveur plus ou moins âcre. Les premières observations sur les propriétés uniques des glucosinolates et des isothiocyanates (connus sous le terme d’huiles de moutarde) sont rapportées au début du XIXe siècle, comme résultats des efforts afin de comprendre l’origine chimique de la saveur piquante des graines de moutarde. Les isothio- et thiocyanates sont des molécules toxiques et volatiles qui quittent la cellule par des fissures dans la paroi cellulaire. La production de ces composés bioactifs participe à la défense des plantes contre les herbivores : répulsion de phytophages, action fongicide, bactéricide et insecticide. Ils sont par contre attractifs pour quelques herbivores capables de les assimiler et qui, de ce fait, se sont spécialisés dans la recherche des Crucifères. Cette évolution a entraîné une « course aux armements », les Crucifères concentrant encore plus de glucosinolates à l'origine du goût piquant des pâtes condimentaires (graines de moutarde, racine de wasabi et de raifort contenant comme glucosinolate principal la sinigrine) mais aussi de la mise au point, dès la fin des années 1970, des variétés de colza dépourvues d'acide érucique (toxique) et de glucosinolates (effet goitrogène nocif dans l'alimentation animale).

### Santé
Les isothiocyanates sont connus parmi des agents chimiopréventifs et antimutagènes efficaces, des agents antioxydants. Selon une revue générale de 41 méta-analyses de 303 études individuelles impliquant 13 394 722 participants, il existe des preuves que l'apport de légumes de la famille des brassicacées pourrait être associé à des effets bénéfiques pour la santé, en particulier pour le cancer de l'estomac, le cancer du poumon, le cancer de l'endomètre et la mortalité toutes causes confondues.

### Médicinales
Les isothiocyanates des différentes plantes de cette famille ont des propriétés stimulantes, digestives, antiseptiques et expectorantes (mucolytiques),.

### Alimentaires
80 % de la nourriture d'origine végétale est assurée par seulement 17 familles botaniques dont les principales sont les Poaceae (graminées), les Fabaceae (légumineuses) et les Brassicaceae
La plupart des Brassicaceae, même sauvages sont comestibles (feuille, tige et fleur à consommer en petite quantité car les essences sulfurées sont irritantes, voire rubéfiantes et vésicantes), à l'exception des vélars fausse Giroflée ou des giroflées des murailles potentiellement dangereuses (présence d'hétérosides cardiotoxiques), bien qu'elles ne semblent pas avoir provoqué d'accidents sérieux. Leur saveur est trop amère pour qu'on puisse avoir envie de les consommer en quantité.

### Cosméceutique
Plusieurs Brassicacées sont utilisées en cosméceutique (en). Certains produits commerciaux en dermonutrition contiennent parmi leurs ingrédients un extrait de Crucifère (huile de caméline, extrait de cresson)..

### Aspects sanitaires
Les brassicacées sont parasitées ou mangées par de nombreux phytophages (généralistes ou spécialistes), dont pucerons, larves de lépidoptères (piérides notamment) et de diptères qui constituent pour certaines  d’importants « ravageurs » agricoles. C'est une des raisons pour lesquelles des OGM ont été produits au sein de cette famille, avec le risque que les gènes de résistances soient transmis à des parents sauvages qui pourraient devenir des « super-mauvaises herbes » résistantes à leurs prédateurs naturels.
L'utilisation de variétés cultivées résistantes aux pathogènes est souvent limitée par leurs autres caractéristiques telles que le rendement ou
la qualité, qui ne correspondent pas aux attentes de la production, du commerce ou des consommateurs. L'interdiction progressive de fumigants favorise la recherche de méthodes biologiques visant à réduire le nombre de pathogènes, de ravageurs et de semences de mauvaises herbes dans le sol. La biofumigation est basée sur l’utilisation de plantes riches en glucosinolates, principalement des crucifères.

## Caractéristiques générales
Les feuilles ou les fleurs froissées dégagent une odeur piquante soufrée proche du chou ou des fanes de radis, de navet.

### Appareil végétatif
Ce sont des plantes herbacées, parfois un peu ligneuses à la base, comme chez la giroflée des murailles, à racine pivotante, simple ou ramifiée, quelquefois renflée. Les feuilles sont ordinairement alternes, suivant une phyllotaxie spiralée, ou toutes basilaires (disposées en rosette basale et souvent de forme lyrée-pennatifide). Sans stipules, elles ont un limbe simple entier souvent lobé ou découpé. L'acaulie est relativement fréquente. Les tiges sont souvent couvertes de trichomes unicellulaires variés et de trichomes glanduleux pluricellulaires, le type de pilosité faisant partie des critères de détermination.

### Appareil reproducteur

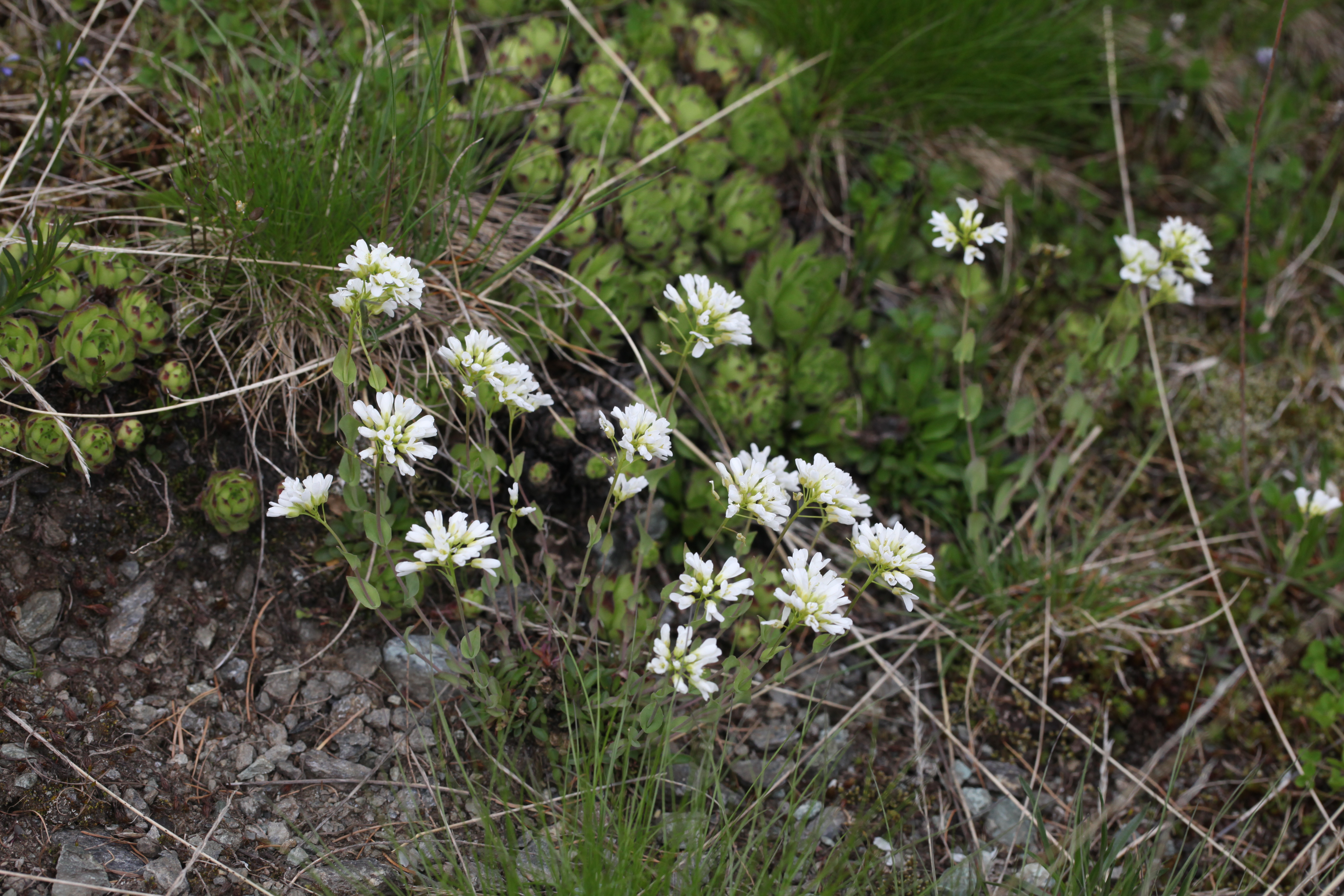
Fleurs de tabouret des Alpes.

L'inflorescence la plus fréquente est une grappe généralement simple, se condensant parfois en une fausse ombelle ou corymbe (Iberis), le plus souvent sans bractées (perte évolutive). Souvent odorante et généralement de couleur vive, cette inflorescence attire les insectes. L'existence de nectaires renforce ce caractère d'entomophilie. Exceptionnellement, en l'absence d'insectes, il peut y avoir autofécondation (Subularia (en)). L'inflorescence porte des fleurs habituellement bisexuées, actinomorphes, hexacycliques, et tétramères. Le calice dialysépale est composé de deux cycles de deux sépales disposés en deux paires décussées (en tout quatre sépales caducs). La corolle forme un verticille de quatre pétales libres, caducs, parfois inégaux ou réduits ou nuls, en forme de croix, d'où leur ancienne dénomination de « Crucifères » (du latin crucem ferre, « porter une croix ») par Antoine-Laurent de Jussieu en 1789. L'androcée anisostémone, dialystémone, anisodyname et tétradyname est composé de six étamines à déhiscence longitudinale (deux cycles de quatre grandes étamine internes extrorses et deux petites étamines externes introrses). Il est accompagné de quatre glandes nectarifères intrastaminales (nectaires discrets ou en anneau), en nombre, forme et position variables. Le dernier cycle correspond à un gynécée formé de deux carpelles soudés à ovaire supère uniloculaire (mais ordinairement biloculaire car subdivisé par une « fausse-cloison », le replum), de styles soudés et stigmates bilobés et persistants. Il contient des ovules campylotropes, bitégumentés à placentation pariétale. La pollinisation est réalisée par entomogamie. L'autopollinisation se produit souvent lorsque les conditions atmosphériques sont mauvaises et dans ce cas, les fleurs, qui ne s'ouvrent pas, se penchent vers le sol : la corolle se ferme à la fin de la floraison et les pétales poussent les anthères contre le stigmate. Le fruit sec à déhiscence septifrage en deux valves, est une silique (capsule allongée et aplatie, à deux loges séparées par la fausse-cloison), ou une silicule (si la longueur n'est pas 3 fois plus grande que la largeur) souvent aplatie. La silique reste parfois indéhiscente, formant un akène si le fruit est monosperme (genre Isatis) ou une silique lomentacée si le fruit se divise en articles akénoïdes transversaux (Raphanus L.). Suivant les genres, l'aplatissement de la silicule peut se produire parallèlement à la cloison (valves larges et plates, cloison large ; silicules qualifiées de « latiseptées »), ou perpendiculairement à la cloison (valves carénées, cloison étroite ; silicules qualifiées de « angustiseptées »). Le fruit contient des graines sur un ou deux rangs, à albumen absent ou très réduit.
Les siliques des Brassicacées sont surmontées d'un « bec » plus ou moins développé et parfois aplati, correspondant à la transformation du style et de la partie supérieure stérile de l'ovaire, au cours de la maturation du fruit. Son aspect est un caractère utile à la diagnose des différents genres et espèces mais cette détermination est souvent délicate, car siliques et silicules peuvent s'observer dans un même genre ou dans des genres voisins par d'autres caractéristiques.

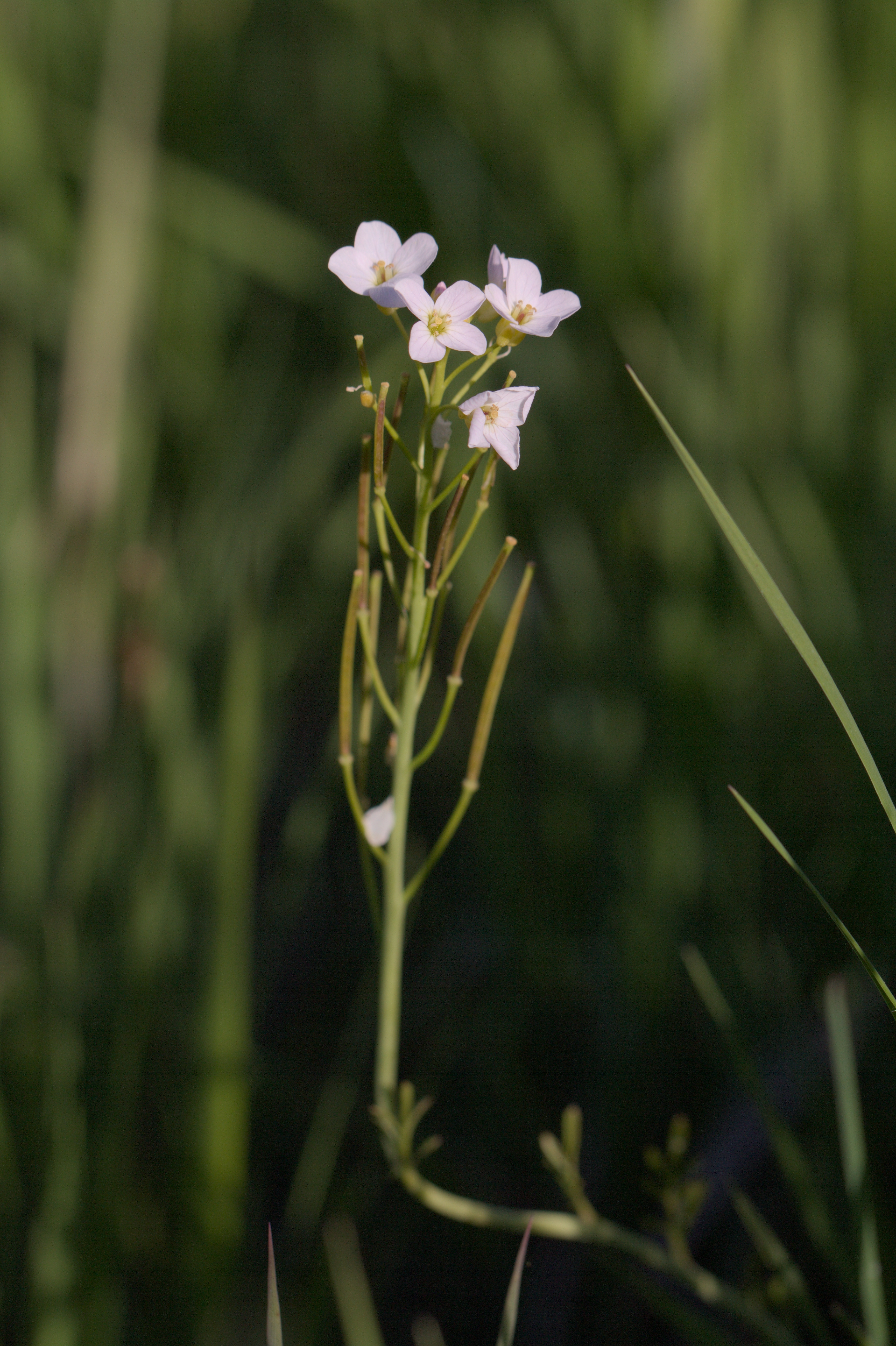
Grappe simple de la Cardamine des prés
Corymbe chez Iberis umbellata

## Sous-familles
APG distingue trois sous-familles qui, dans d'autres classifications, peuvent former trois familles distinctes.

### Brassicoïdées

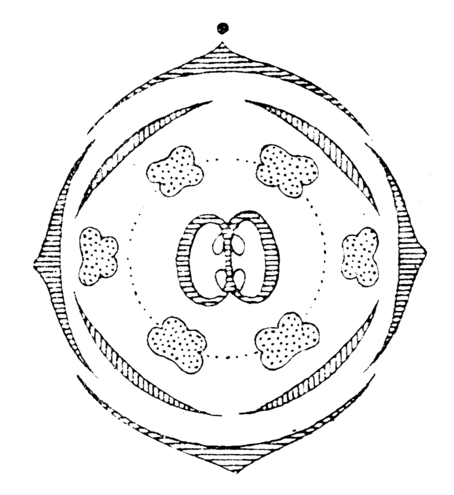
Diagramme floral de Brassica

- Généralement, ce sont des plantes herbacées, en forme de rosette
- Feuilles généralement alternes et dépourvues de stipules.
- Fleurs caractéristiques à quatre pétales disposés en croix. La composition de la fleur est constante, à quelques exceptions près : 4 sépales, 4 pétales, 6 étamines dont 2 plus courtes et un pistil diloculaire. L’androcée particulier est dérivé par une forte compression médiane de la fleur qui a occasionné la perte et le déplacement d’un nombre d’étamines médianes[27].
- Inflorescence en grappes (racème)
- Fruits caractéristiques : silique ou silicule, généralement déhiscent, avec toutefois de grandes variations de formes.